# ストロマトライト

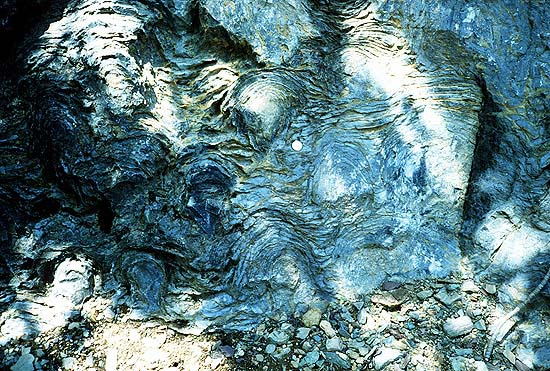
こぶのように見える先カンブリア紀のストロマトライトの化石。Siyeh層中にあるものを撮影（米国モンタナ州グレイシャー国立公園）

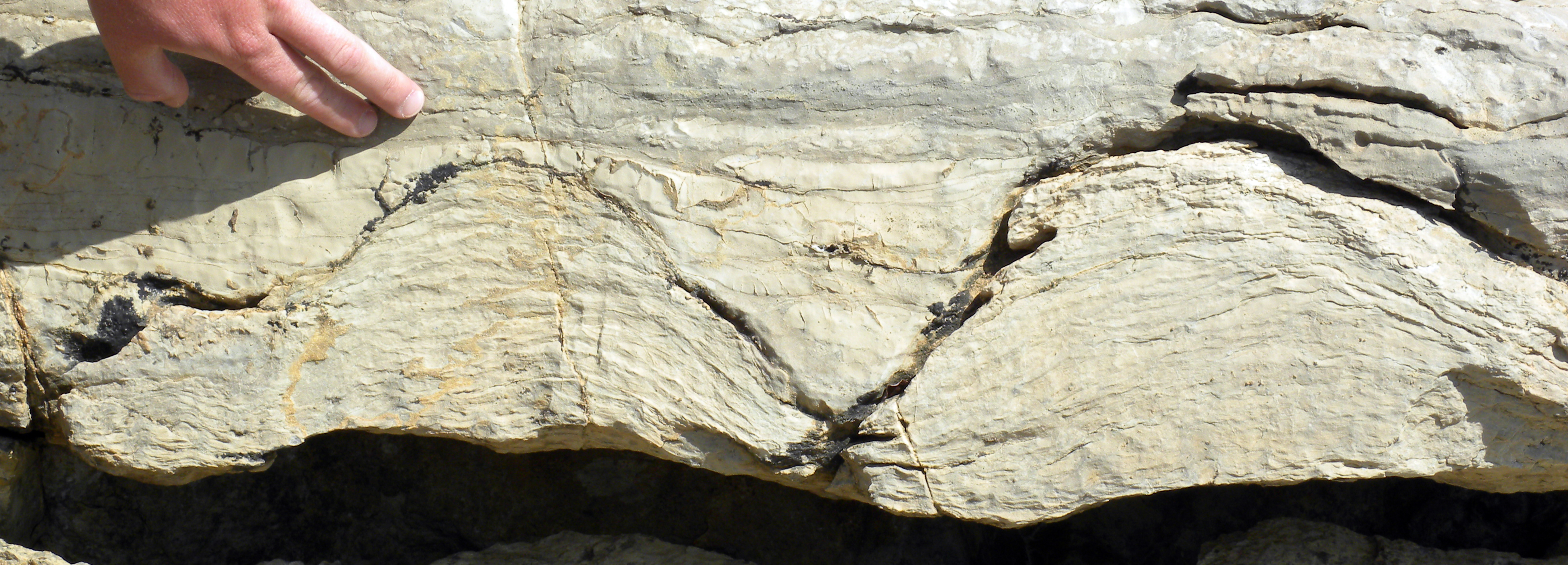
ストロマトライト（カナダバンフ国立公園）

ストロマトライト（英: stromatolite）は、藍藻（シアノバクテリア）類の死骸と泥粒などによって作られる層状の構造をもつ岩石のことである。特に、内部の断面が層状になっているものを指す。大量のぶつぶつがあるように見える。地球上で始めて酸素の放出を行った。約27億年前に生まれたものである。

## 概要
ストロマトライトは藍藻類と堆積物が何層にも積み重なって形成される。
1. 藍藻類が砂や泥の表面に定着し、日中に光合成を行う。
2. 夜間の休止期には、泥などの堆積物を粘液で固定する。
3. 藍藻類は呼吸するために上部へ分裂し、翌日には再び光合成を始める。

この繰り返しで、ストロマトライトは徐々にドーム型に成長していく。成長速度は非常に遅く、1年に数mm程度しか成長しない。なお、ストロマトライトの断面にある縞模様から、当時の一日の長さが推測できる。

## 分布

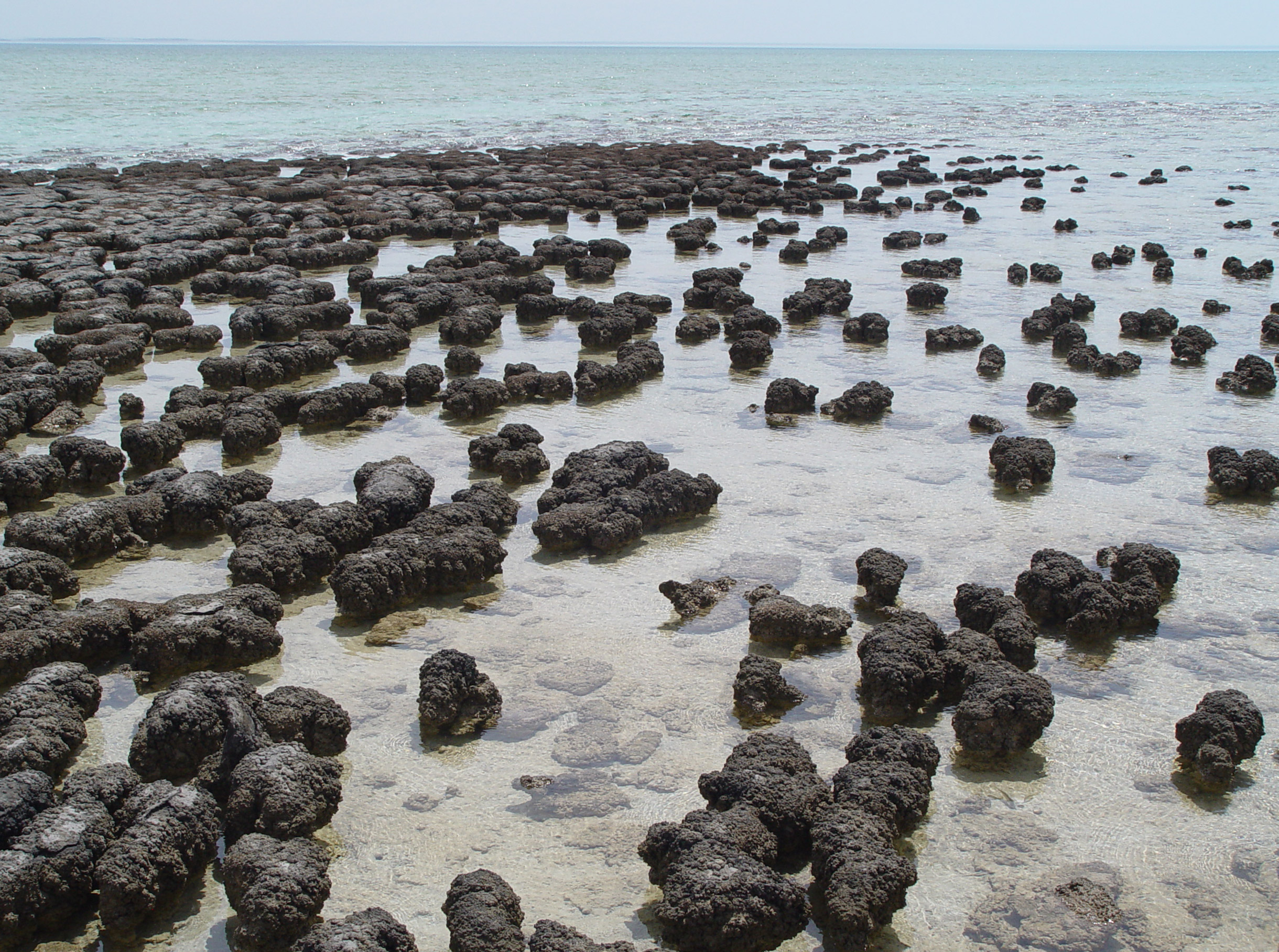
ストロマトライト（オーストラリア・シャーク湾）

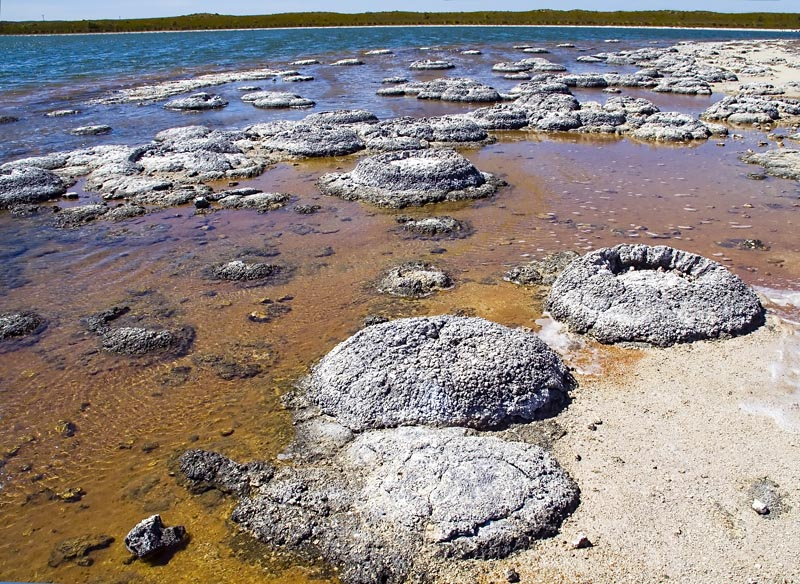
ストロマトライト（西オーストラリア州・セティス湖）

化石となったストロマトライトは、世界各地で発見されるが、現生のものはオーストラリア・シャーク湾のハメリンプールや、セティス湖など、ごくわずかな水域のみで発見される。
藍藻類は原始的な細菌で、過酷な環境でも生息できる。ストロマトライトは、海水域・淡水域の両方、地球上のあらゆるところに存在した。2016年には、約37億年前の化石が発見されたと報告されたが、2018年、アメリカ航空宇宙局のチームが化石ではなく鉱物が変形したものとする否定的な見解を出している。
先カンブリア時代には世界各地に存在し、地球に大量の酸素を提供したとされる。同時に大量の二酸化炭素の消費は温室効果を減少させ気温を下げた。約22億年前のヒューロニアン氷期は二酸化炭素の急激な減少によって引き起こされたと考えられている。
先カンブリア時代末期（6億 - 8億年前）に、その数は大きく減少した。理由としては、ストロマトライトを餌にする生物が出現したためと考えられている。しかし三畳紀の初頭（約2.5億年前）から数百万年間は再び世界各地でストロマトライトは繁栄した。これはその前のペルム紀末（P-T境界）に起こった大量絶滅でも強健な藍藻は生き延びたが、ストロマトライトを摂食する動物がいなくなったためと考えられている。
ストロマトライトが現生するオーストラリアのシャーク湾やメキシコのクアトロシエネガスは、砂漠に囲まれた閉鎖的な海域である。水の蒸発が激しく、潮流が緩いため、外海の海水よりも塩分濃度が高い区域が存在し、その海岸部にストロマトライトが並んでいる。塩分濃度が高いため、藍藻類の捕食者となる貝類や甲殻類のみならず、他の生物もほとんど生息できない。よって、ストロマトライトは現在まで残り、成長を続けている。

## 研究
古くからこの岩石の存在は知られていたが、1883年にジェームズ・ホールがそれを「クリプトゾーン (Cryptozoon)」と名付けた。しかし当時は、これらが生物によりつくられたものかどうかは不明だった。その後、似たような構造は「エオゾーン」や「コレニア」と呼ばれた。
1908年には、エルンスト・カルコウスキーが縞状炭酸塩岩を、ギリシア語の stroma (bed cover) と lith (rock) から「ストロマトライト」と名付けた。19世紀後半から20世紀初頭にかけて、このような縞状の岩石が様々な呼び方で呼ばれたが、カルコウスキーはそれらをまとめてストロマトライトと呼ぶようにした。この頃、これらの岩石は藍藻類によって形成された化石だと言う学者も現れたが、ストロマトライトは淡水域・海水域の両方で形成されたとは考えられていなかった。
1960年ごろになると、オーストラリア西海岸のシャーク・ベイの内湾ハメリーンプール海岸で、現生のストロマトライトが発見された。その場所は砂地の浅瀬で、その表面は真っ黒色であるが、頂部だけがオレンジ色に変色した岩石質である。この黒い着色物の詳しい検査によりシアノバクテリアであることが明確になった。
だがこの発見は、現生ストロマトライトと化石ストロマトライトを区分するかどうかということで、ストロマトライトについての定義をあいまいなものにした。その後、ストロマトライトについての研究は大きく前進し、多くの研究成果が出た。しかし、ストロマトライトについては未解明な部分もあり、今後それについての解釈が変わる可能性も否定できない。